# ВАЗ-2105
ВАЗ-2105, також Lada 2105 — радянський і російський легковий задньопривідний автомобіль малого класу (сегмент В) з кузовом типу седан. Розроблено на Волзькому автомобільному заводі. Серійно випускалася з 1980 року. Була найдешевшим автомобілем на російському ринку (ціна на 27.03.2010 — 163 576 рублів), в основному через найменшу комплектацію (тільки найпотрібніші органи керування та засоби комфорту) і найбільше моральне старіння.
Складання ВАЗ-2105 припинене ще у грудні 2010 р., але в січні на заводі зібрали останні 5 пікапів на базі цієї машини.
За весь час випуску було зібрано 2 087 000 автомобілів ВАЗ-2105.

## Історія

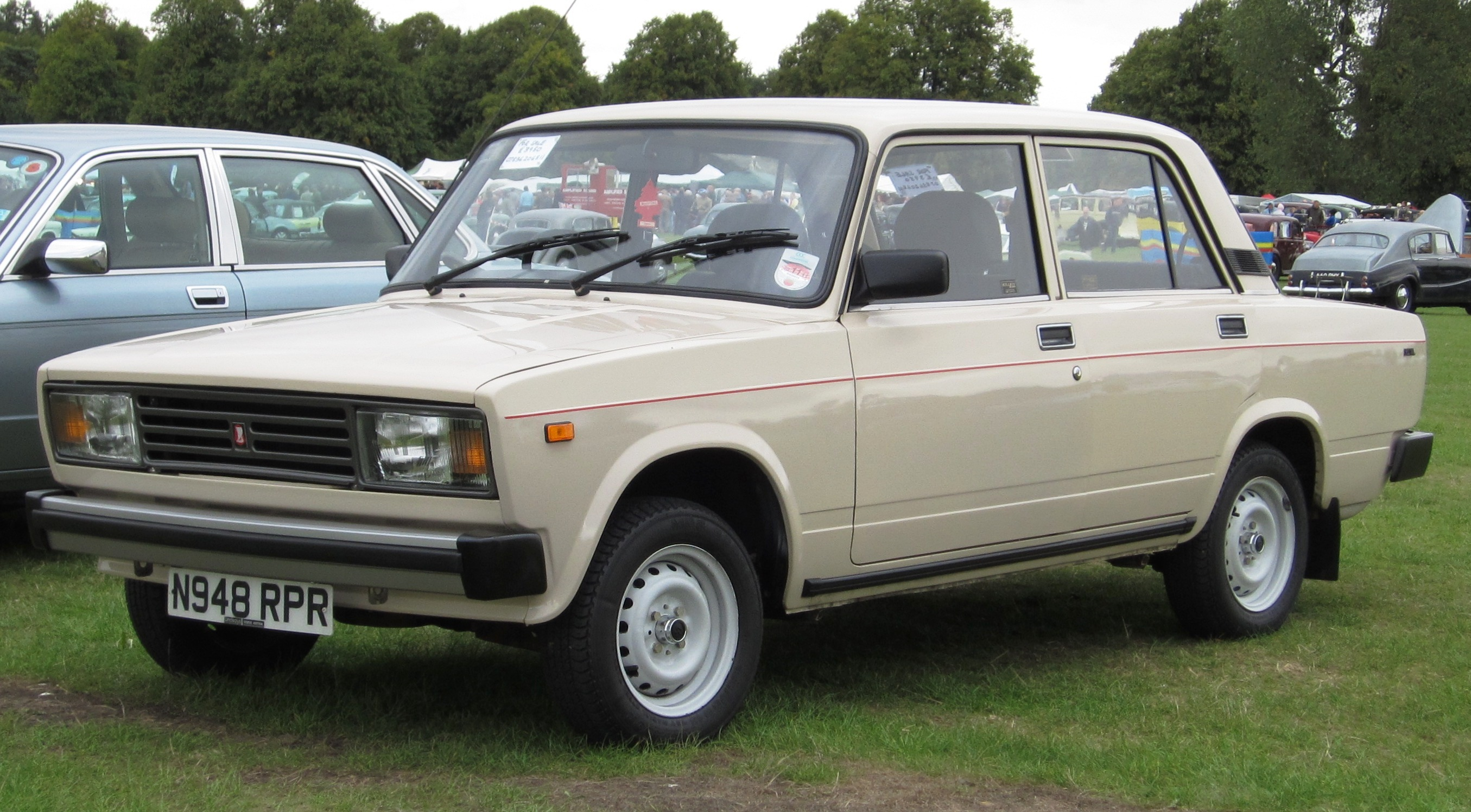
експортний варіант Lada 1300

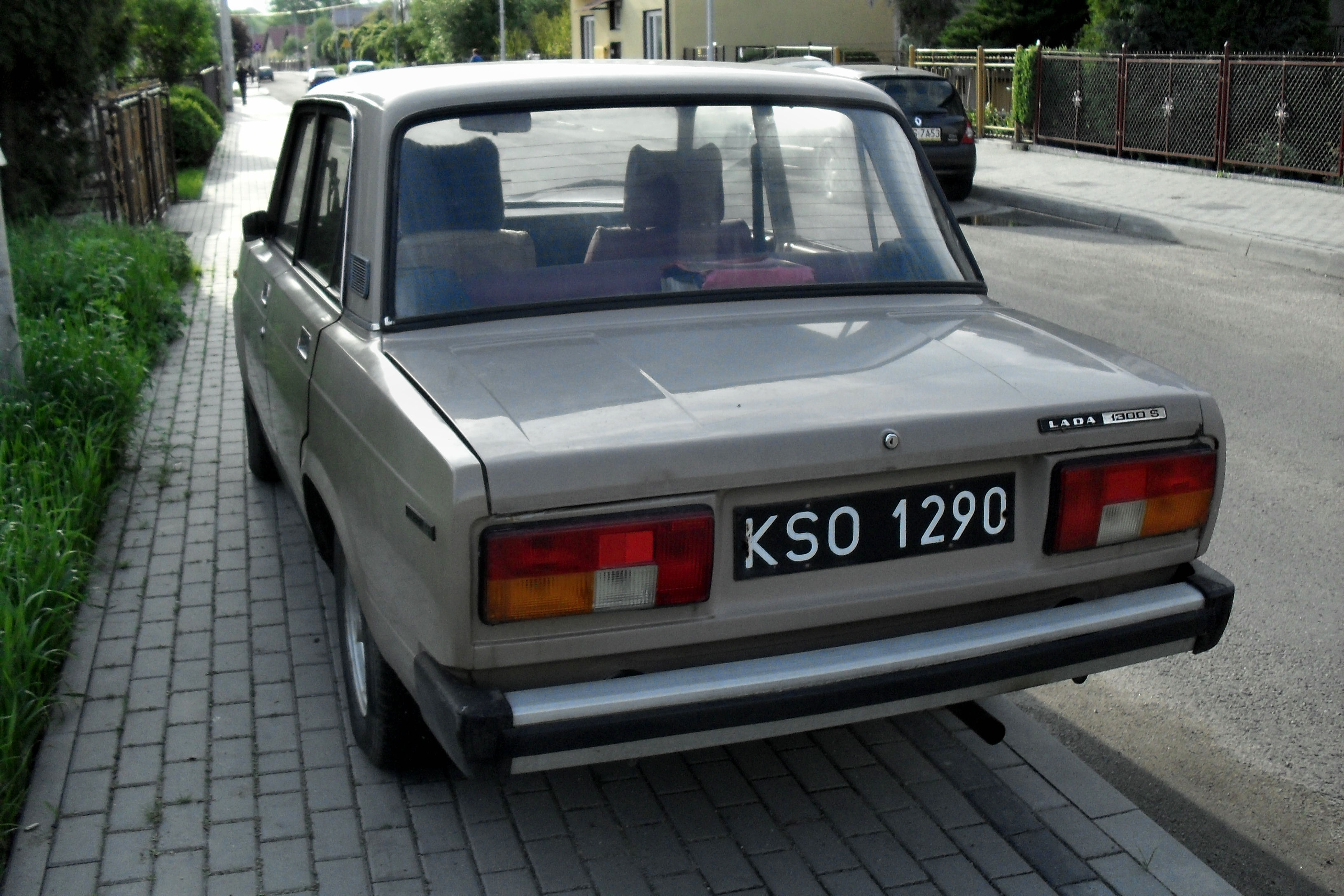
експортний варіант Lada 1300

Модель ВАЗ-2105 розроблялася через суттєву модернізацію раніших моделей, що випускалися в рамках «другого» покоління задньопривідних автомобілів ВАЗу як заміна первістка ВАЗ-2101 «Жигулі». Перші дослідно-промислові партії ВАЗ-2105 були проведені в кінці 1979 року, а повномасштабне виробництво почалося з 25 січня 1980 року. На базі моделі 2105 пізніше були освоєні «люксовий» седан ВАЗ-2107 і універсал ВАЗ-2104. З середини 90-х до середини 2000-х з використанням вузлів і агрегатів ВАЗ-2105 дрібносерійне виробництво пікапа / фургона ВІС-2345.
З 2005 року, в рамках введення ВАТ «АвтоВАЗ» нової системи найменувань своєї продукції автомобіль став називатися Lada 2105.
На 2010 рік у серійному виробництві на АвтоВАЗі залишалися модифікації LADA-21054-30-010 і LADA-21054-30-011 з двигуном ВАЗ-21067 з розподіленим уприскуванням, що відповідає екологічному класу Євро-3. Модифікація LADA-21054-30-011, що відрізняється забарвленням кузова в колір «металік» введена в січні 2010 року завдяки закриттю складальної лінії «класики» та переносу виробництва автомобілів Lada 2105/2107 на одну лінію з Lada Samara.
У Росії стабільний попит на «п'ятірку» зберігається, насамперед, завдяки низькій вартості цього автомобіля (163 576 рублів. На січень 2010 за даними з сайту автоваза), повсюдної доступності комплектуючих, досконально вивченою ремонтниками і автомобілістами конструкції допускає «гаражне» обслуговування та ремонт. Попит на цю модель підхльоснула[що?] і програма утилізації автомобілів, в рамках якої останні залишаються у виробництві «класичні» моделі ВАЗ виявилися вкрай затребувані. Після припинення в січні 2009 року випуску мікролітражки «Ока» СеАЗ-11116 седан LADA 2105 став найдешевшим легковим автомобілем на російському ринку. Разом з тим, унікальна доступність автомобіля досягається в основному за рахунок гранично аскетичною комплектації (наприклад, з [2009 року машини перестали оснащувати навіть добовим кілометражним лічильником) і того, що модель безнадійно застаріла за всіма показниками: у січні 2010 року виповнилося 30 років з початку серійного випуску «п'ятірки», а дизайн і сама концепція автомобіля, розробленого, як і вся вазівська «класика», на базі Fiat 124, — взагалі з середини 60-х. Тим не менше, АвтоВАЗ не планує знімати «класичні» моделі з виробництва як мінімум до 2012 року.

## Модифікації

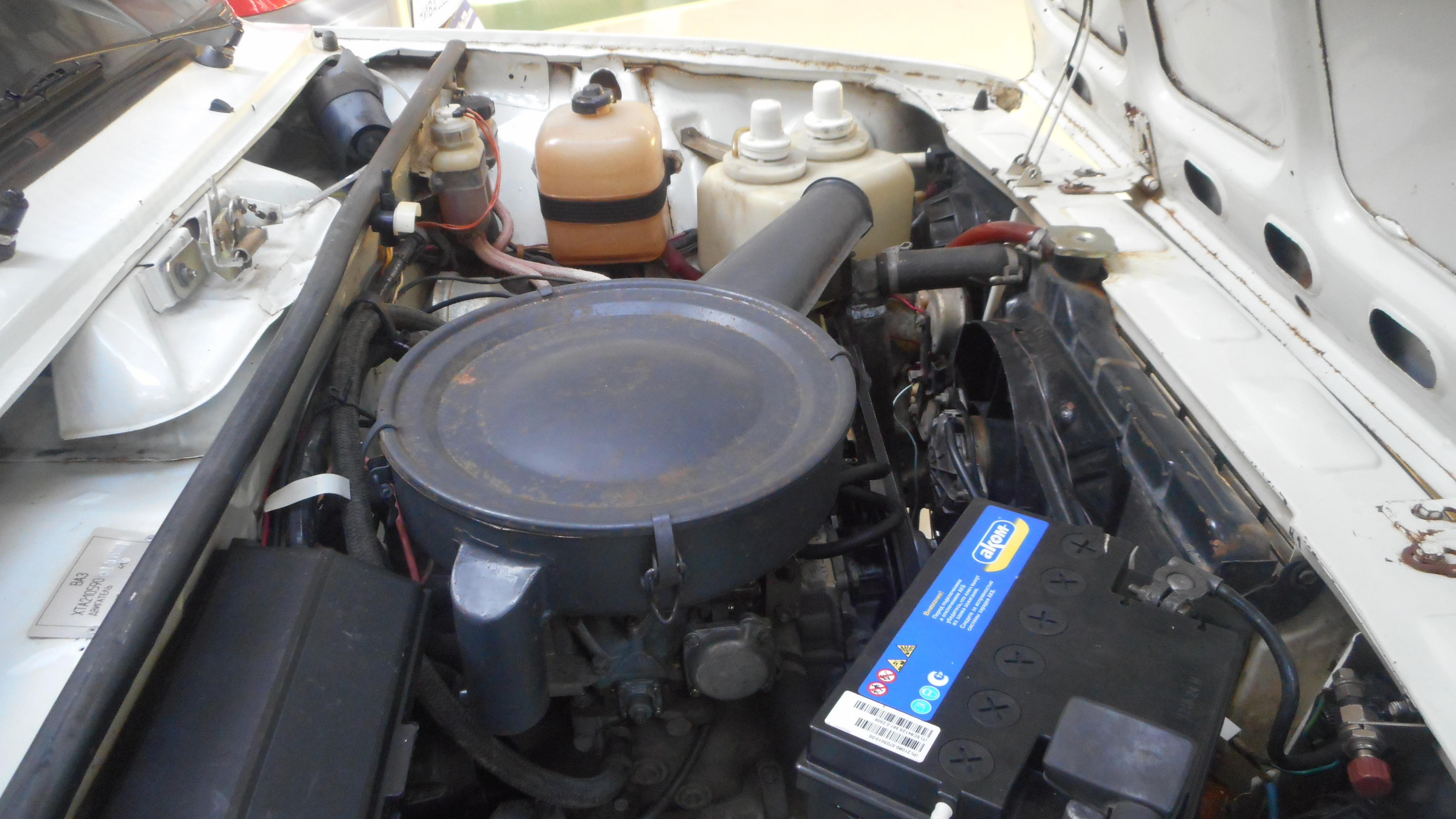
двигун ВАЗ-2105

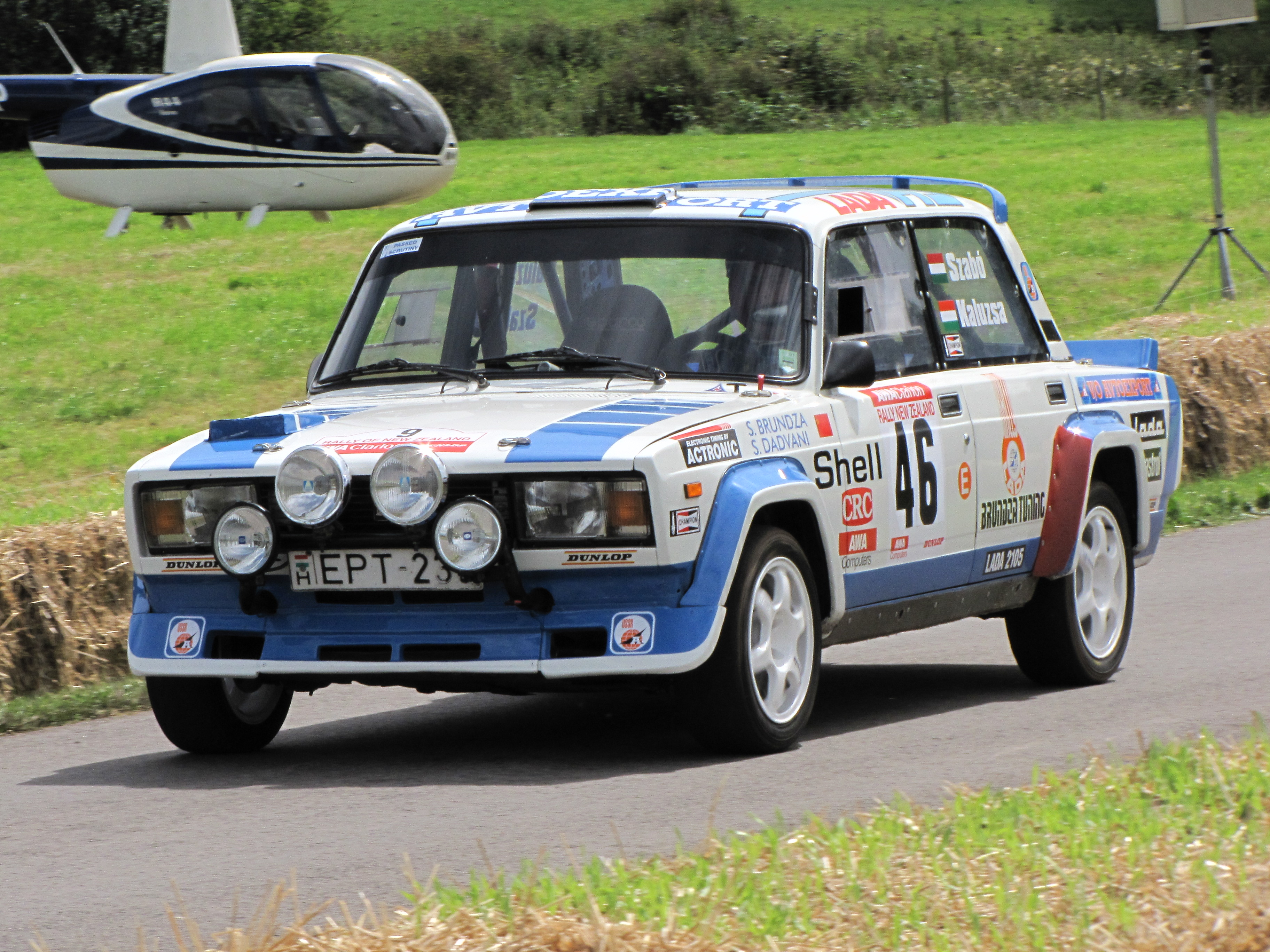
ВАЗ-2105 в автоспорті

- ВАЗ-2105 — з карб. двигуном ВАЗ-2105 (1,29 л, 63,6 к.с., 92 Нм) і 4-ст. КПП;
- ВАЗ-21050 — з двигуном ВАЗ-2105 та 5-ст. КПП;
- ВАЗ-21051 — з карб. двигуном ВАЗ-2101 (1,2 л, 58,7 к.с., 85 Нм) і 4-ст. КПП;
- ВАЗ-21053 — з карб. двигуном ВАЗ-2103 (1,45 л, 71,4 к.с., 104 Нм) і 5-ст. КПП;
- ВАЗ-21053-20 — з моновприсковим двигуном ВАЗ-2104 (1,45 л, 71,4 к.с., 110 Нм, Євро-2) та 5-ст. КПП;
- ВАЗ-21054 — дрібносерійна спецмодіфікація для ГІБДД, МВС і ФСБ з карб. двигуном ВАЗ-2106 (1,57 л, 80 к.с., 122,5 Нм), що оснащувалася додатковими бензобаком і акумулятором.
- ВАЗ-21054-30 — з двигуном ВАЗ-21067 (розподілене уприскування, 1,57 л, 72 к.с., 116 Нм, Євро-3) та 5-ст. КПП;
- ВАЗ-21055 — дрібносерійна модифікація для таксі з дизелем ВАЗ (БТМ) −341 виробництва Барнаултрансмаш (1,52 л, 50,3 к.с., 92 Нм);
- ВАЗ-21057 (LADA Riva) — експортний варіант ВАЗ-21053 з правостороннім кермом і двигуном з моновприску (Євро-1), випускався в 1992—1997 роках для ринків Великої Британії та країн з лівобічним рухом;
- ВАЗ-21058 (LADA Nova) — експортний варіант ВАЗ-21050 з правостороннім кермом, випускався в 1982—1994 роках для ринків Великої Британії та країн з лівостороннім рухом;
- ВАЗ-21059 — дрібносерійна спецмодифікація для ДАІ, МВС і КДБ з роторно-поршневим двигуном Ванкеля ВАЗ-4132 (1,3 л, 140 к.с., 186 Нм);
- ВІС-2345 — пікап напіврамної конструкції на базі ВАЗ-21053 і 21054, проводиться фірмою ВАТ ВАЗінтерСервіс з 1995 року.

## В ігровій та сувенірній продукції
- Модель автомобіля ВАЗ 2105 (А39) випускалася заводом Радон з 1984 по 1987 рік.
- В наш час[коли?] випускається холдингом Інкотекс.

## ВАЗ 2105 в кіно
- Небезпечно для життя!
- Чорний орел
- Гра на мільйони
- Гра всерйоз
- Тридцятого знищити!
- Щоб вижити
- Сімпсони, серія Homer Simpson, This Is Your Wife
- Аварія — дочка мента
- Жмурки
- Щасливі разом